# Тосин, Сергей Геннадьевич
Сергей Геннадьевич Тосин (род. 28 июня 1953, Новосибирск) — российский композитор, музыковед, кампанолог (колоколовед), педагог, музыкант-просветитель. Доктор искусствоведения, лауреат всероссийского и международного конкурсов, член Союза композиторов РФ, член-корреспондент Российской академии естествознания, действительный член Ассоциации колокольного искусства России. Представитель ленинградской композиторской школы. Автор хоровых, оркестровых и камерных сочинений, а также ряда книг и многочисленных научных трудов.

## Биография
Родился 28 июня 1953 года в Новосибирске. Обучаясь в музыкальной школе (класс фортепиано), Сергей Тосин начинает сочинять музыку, что в итоге повлияло на его осознанный выбор профессии. В 1970 году поступает на теоретическое отделение Новосибирского музыкального училища. Однако обучение затягивается на шесть лет, поскольку оно прерывается службой в армии (1971—1973 гг.). Наряду с обязательными музыкальными предметами Тосин факультативно занимается композицией. Спустя годы, композитор вспоминал: «…помимо работ, выполнявшихся мною в факультативном классе, я украдкой пописывал кое-что в авангардном духе, подражая, в частности Кейджу» [5, с. 7].
В 1976 году С. Тосин поступает на теоретико-композиторский факультет Ленинградской консерватории. В 1981 году, получив вузовский диплом композитора и возвратившись в родной город, он становится педагогом Новосибирской консерватории. В разные годы преподаёт на кафедрах теории музыки, народных инструментов, композиции, совмещая с работой в педагогическом университете (кафедры музыкального образования и народной художественной культуры). Ведёт курсы оркестровки, аранжировки, полифонии, истории музыки, инструментоведения, чтения оркестровых партитур, сочинения музыки.
Профессиональная деятельность С. Тосина отличается достаточно большим разнообразием. Помимо вузовской работы он активно проявляет себя в сфере музыкального просветительства, выступая с публичными лекциями и сотрудничая со СМИ. Кроме того, композитор, вопреки господствовавшей в СССР идеологии, обращается к научно-практическим исследованиям, направленным на изучение и восстановление православной традиции колокольного звона. «Первоначально интерес у меня был сугубо профессиональный, композиторский, — признаётся он в интервью, — и масштабно заниматься колоколами я не думал. В 1984 году, работая над первыми материалами о колоколах, я начал понимать, что традицию звона надо не только изучать, её, в первую очередь, надо спасать…» [2, с. 5]. Таким образом, наряду с композиторским творчеством эта сфера интересов музыканта становится определяющей в его профессиональной жизни. На «колокольную» тему им написано и опубликовано более 40 научных трудов, в том числе четыре монографии, защищены две диссертации — кандидатская («Русская звонница: Конструктивные особенности и вопросы исполнительства», 2001) и докторская («Колокольный звон в России: Традиция и современность», 2010).

## Творческая характеристика
Как композитор Тосин не злоупотребляет достижениями научно-технического прогресса: электронная музыка в его творчестве скорее исключение. Автор предпочитает работу с «живым» звуком, на его взгляд, всегда актуальным и потенциально провоцирующим на эксперимент. Он «является композитором поставангардной, „левой“ ориентации» [4], а его «деятельность в целом, не только композиторское творчество — можно рассматривать как точный образец искусства постмодернизма…» [3, с. 13]. В сочинениях автора представлены самые разные музыкальные стили — от барокко до джаза и рока, от древнерусского церковного пения и традиционной музыки Востока до новейших элитарных направлений. «В творчестве Тосина сочетаются рационализм и неожиданность конструктивных решений, …обращение к средствам, выработанным искусством авангарда (серийности, алеаторики, сонористики) и поставангарда (полистилистики, минимализма)…» [1, с. 89]. При этом в его сочинениях велика роль символики чисел, которые являются важным формообразующим стимулятором.
Композитор находится в постоянном поиске новых звуковых реалий: экспериментирует с неакадемическими приемами звукоизвлечения (например, в хоровом Concerto non accademia), апробирует нестандартные акустические решения (Sinfonia ternario con «punctum» для оркестра), выявляет дополнительные сонорные возможности традиционных составов (концерт-симфония Aescis для ОРНИ: см. https://www.youtube.com/watch?v=klVIT4jKjNs). Именно этими поисками можно объяснить обращение автора к карильону — западноевропейскому монументальному колокольно-музыкальному инструменту, для которого из отечественных композиторов ещё никто не писал. Успешная мировая премьера его первого карильонного сочинения (In memoriam) состоялась в 1995 году на Международном фестивале в Берлине, посвященном 50-летию окончания Второй мировой войны.
Последнее десятилетие композитор демонстрирует экстраординарные творческие идеи, балансируя на грани «музыки — не музыки», что вызывает у специалистов, мягко говоря, неоднозначную реакцию. Среди таких опусов выделяются камерные концерты из серии Musica da camera: № 4 — для любых голосов на разные лады, № 5 («Рыба!») — для музыкальных и немузыкальных инструментов, а также «Заводная музыка» для механических игрушек.

## Основные музыкальные сочинения
- Соната для фортепиано, одночастная (1976)
- Строки Аполлинера, 3 поэмы для органа (1982)
- Погребальная песнь, композиция для хора и ОРНИ на древнерусский текст (1985)
- Sinfonia ternario con «punctum», симфония для симф. орк., в 3 ч. (1988)
- Композиции для баяна: Quaternion (1987), Apokryph (1988), Plagioklasis (1990)
- Spirituals Concert, концерт для женского хора и фортепиано в 4 руки, в 6 ч. (1989)
- Concerto non accademia, концерт для солистов и хора a cappella, в 6 ч. (1990)
- Musica da camera № 1, камерный концерт для кларнета/саксофона, баяна, фортепиано/клавесина и ударных, в 3 ч. (1991)
- Вариации-интермедии на трезвучие ре мажор, для фортепиано (1993)
- Ave Maria, композиция для кларнета и струнного орк. (1993)
- Composition (In memoriam…), композиция для карильона (1995)
- Musica da camera № 2, камерный концерт для фагота, баяна и фортепиано, в 2 ч. (1999)
- Aescis, концерт-симфония для баяна, щипковых и ударных, в 4 ч. (2000)
- Arcangelo, концерт для баяна и большого струнного орк., в 3 ч. (2002)
- Musica da camera № 4, камерный концерт для ансамбля любых голосов на разные лады, в 3 ч. (2003)
- White Composition, композиция для карильона (2004)
- Musica da camera № 5, камерный концерт для музыкальных и немузыкальных инструментов, в 4 ч. (2004)
- Sub specie aeternitatis, композиция для симфонического оркестра (2012)
- Разные песни, кантата-кводлибет для альта, женского хора и фортепиано, в 11 ч. (2023)
- Perpetuum mobile, композиция для симфонического орк. (2023)

## Избранные труды по кампанологии

##### I. Монографии
- Колокола и звоны в России. 2-е изд., переработ. и доп. — Новосибирск: Сибирский хронограф, 2002. — 412 с.
- Звонница на рубеже тысячелетий. — Новосибирск: НИПКиПРО, 2003. — 132 с.
- Вновь зазвонят колокола. Сб. ст. — Новосибирск, 2005. — 183 с.
- Многовещий звон колоколов. Сб. ст. — Новосибирск, 2014. — 160 с.
- Традиция русского колокольного звона. Прошлое и настоящее. – Новосибирск: Новосиб. гос. консерватория им. М.И. Глинки, 2021. – 423 с.: 24 цв. ил.

##### II. Статьи
- Русский колокольный звон. Трактовка и современное состояние // Искусство колокольного звона: Материалы к курсу по спец. № 21.03 «Духовые и ударные инструменты». — М.: М-во культ. РСФСР, 1990. — С. 138—178.
- Основные аспекты изучения колокольного звона как явления музыкального искусства // Колокола: история и современность. 1990. — М.: Наука, 1993. — С. 7-16.
- О жанровой природе русского колокольного звона // Колокола: история и современность. 1990. — М.: Наука, 1993. — С. 17-28.
- О профессионализме в искусстве русского колокольного звона // Музыка колоколов. — СПб.: РИИИ, 1999. — С. 55-61.
- Наука и практика в вопросах возрождения русской национально-православной традиции колокольного звона // Научно-методическое обеспечение деятельности детских фольклорных объединений. — Новосибирск: НИПКиПРО, 2001. — С. 17-22.
- Традиция колокольного звона в Сибири: проблемы изучения // Проблемы изучения этнической культуры восточных славян Сибири XVII—XX вв. — Новосибирск: Агро-Сибирь, 2003. — С. 157—171.
- Структурные особенности звонничного звукоряда // Вопросы инструментоведения: ст. и материалы. — СПб.: РИИИ, 2004. — Вып. 5, ч. 1. — С. 222—227.
- Аналитический обзор публикаций по русской кампанологии последней четверти XX века // Вновь зазвонят колокола. — Новосибирск: НИПКиПРО, 2005. — С. 125—168.
- Традиционный звонничный инструментарий в начале XXI века // Православные традиции в народной культуре восточнославянского населения Западной Сибири в конце XIX—XX вв. — Новосибирск: Ин-т археол. и этногр. СО РАН, 2005. — С. 62-71.
- Обучение звонарей в России: традиция, современная практика и перспективы // Музыкальная культура и искусство: наблюдение, анализ, рекомендации. — Новосибирск: НГПУ, 2005. — С. 88-99.
- Красный звон // Музыкальные инструменты в истории культуры. — СПб.: РИИИ, 2007. — С.133-137.
- Благовест и перезвон: к определению понятий // Сиб. филол. журн. — Новосибирск: Ин-т филологии СО РАН, 2009. — № 1. — С. 23-27.
- «Собственно звон» и его разновидности (к исследованию жанров православно-уставных колокольных звонов) // Музыковедение. — М., 2009. — № 8. — С. 13-18.
- Нетрадиционные приемы колокольного звона в современной православно-церковной практике // Вестн. Челябин. гос. ун-та. Филология. Искусствоведение. — Челябинск: Изд-во Челябин. гос. ун-та, 2009. — Вып. 33. — № 22 (160). — С. 184—188.
- Конструктивные особенности традиционной звонницы // Изв. Рос. гос. пед. ун-та им. А. И. Герцена. — СПб.: Книжный дом, 2009. — № 118. — С. 235—242.
- Уничтожение православной традиции колокольного звона в СССР // ПОИСК: Политика. Обществоведение. Искусство. Социология. Культура. — М.: Социум, 2009. — Вып. 3 (23). — С. 91-102.
- Практика формирования колокольных наборов традиционной звонницы // Изв. Волгоград. гос. пед. ун-та. Соц.-экон. науки и искусство. — Волгоград: Перемена, 2009. — № 8 (42). — С. 106—109.
- Современное состояние традиции колокольного звона в Новосибирской области // Изв. Рос. гос. пед. ун-та им. А. И. Герцена. — СПб.: Книжный дом, 2009. — № 115. — С. 235—242.
- Архитектоника звонничного звукоряда // Проблемы музыкальной науки. — Уфа: Изд-во Уфим. гос. акад. Искусств, 2009. — № 2 (5). — С. 67-71.
- Золотой век русской колокольной культуры // Вестник Томского государственного университета. — Томск, 2012. — № 360 (июль 2012). — С. 80-83.
- Звонничный инструментарий на современном этапе развития русской колокольно-звонной традиции // Вестник Кемеровского государственного университета культуры и искусств. — Кемерово, 2012. — № 21. — С. 204—211.
- Полифункциональное колокольное многоголосие русской традиции: Музыкально-фактурные особенности звонов трехголосного типа // Проблемы музыкальной науки. – Уфа: Уфимская гос. академия искусств, 2014. – № 2. – С. 4–8.
- Употребление бил в современных храмах России: К вопросу о традиции православного звона // У каждой колокольни свой звон. Региональные и местные традиции звонильной России: Кампанологич. науч.-практ. симпозиум в рамках Х Междунар. фест. колокольного иск. «Хрустальные звоны». Каргополь, 17–19 янв. 2014 г. – Спб.; Каргополь, 2013. – С. 46–50.
- «Смесь французского с нижегородским», или немецкие куранты вместо русских православных звонов // Колокола: История и современность: Материалы науч. конф. 22–23 августа 2014 года. – Ростов, 2015. – С. 173–181.
- Геленджикские звонницы и колокольные звоны в начале XXI века (К проблеме восстановления православной колокольно-звонной традиции) // Вестник Кемеровского гос. ун-та культуры и искусств. – 2017. – № 39. – С. 117–124.
- Греческая православная колокольно-инструментальная традиция // Идеи и идеалы. – Новосибирск, 2017. – Т. 2, № 2. – С. 140–148.
- Функциональные особенности музыкальной фактуры современных трезвонов // Вестник музыкальной науки. – Новосибирск: Новосиб. гос. консерватория им. М.И. Глинки, 2017. – № 4. – С. 90–100.
- Православное колокольное многоголосие дореволюционной традиции: К вопросу о многообразии музыкально-фактурных форм «собственно звона» // Вестник музыкальной науки. – Новосибирск: Новосиб. гос. консерватория им. М.И. Глинки, 2018. – № 2. – С. 44–52.
- Колокол как источник звука в православной звоннице // Вестник музыкальной науки. – Новосибирск: Новосиб. гос. консерватория им. М.И. Глинки, 2020. – № 4. – С. 55–63.
- Музыкальные свойства звонниц Калининградской митрополии // Вестник музыкальной науки. – Новосибирск: Новосиб. гос. консерватория им. М.И. Глинки, 2022. – Т. 10. – № 1. – С. 147–156.
- Tosin S. Den russiske klokke // Acta campanologica. — 1990. — № 4. — S. 217—223.

## Прочие публикации (монографические)
- Звездный мир. — Новосибирск: Сибирская книга, 1993.- 208 с. (Книга издана на средства ЗАО «Фонд Сергея Фоминцева», право на переиздание книги принадлежит Сергею Анатольевичу Фоминцеву).
- Творческое объединение композиторов «Агон». — Новосибирск: СОСК РФ, 1993. — 12 с. (Издание осуществлено на средства ЗАО «Фонд Сергея Фоминцева»)
- Панорама сибирской музыки (В соавторстве с С. И. Кравцовым и А. В. Поповым). — Новосибирск: СОСК РФ, 1997. — 47 с.
- Семь семерок. Автоочерк. — Новосибирск: Агро-Сибирь, 2004. — 92 с.
- Факультет народных инструментов Новосибирской консерватории (В соавторстве с О. Б. Крокушанской). — Новосибирск, 2006. — 164 с.